# Syngonanthus spadiceus
Syngonanthus spadiceus là một loài thực vật có hoa trong họ Eriocaulaceae. Loài này được (Körn.) Ruhland miêu tả khoa học đầu tiên năm 1903.